# Nathan Wynn
Nathan Wynn est un joueur australien de rugby à XIII, né le 10 janvier 1986. Il évolue au poste de demi de mêlée et joue au FC Lézignan.
Fils de Graeme Wynn, ancien joueur de St. George Illawarra Dragons. Nathan Wynn est formé à St. George Illawarra Dragons, non retenu il évolue ensuite en aux Sydney bulls. Il décide ensuite de tenter l'aventure et s'expatrie en France au Toulouse Olympique avec son cousin Tim Wynn. Après deux saisons Nathan Wynn s'engage en 2010 avec le FC.Lézignan, il remplace poste pour poste son presque homonyme James Wynne. Organisateur du jeu, Wynn est également reconnu pour être un talentueux buteur.

## Clubs
- St. George Illawarra Dragons
- Sydney Bulls
- Toulouse Olympique
- FC Lézignan
- Palmarès:

- Champion de France 2011
- Coupe de France 2011